# Hackbraten
Hackbraten, Wiegebraten, faschierter Braten, falscher Hase, Heuchelhase, schwedischer Hase, böhmischer Hase oder Igelbraten ist ein Braten aus Hackfleisch, der in verschiedenen Varianten in vielen Ländern bekannt ist.

## Namensherkunft

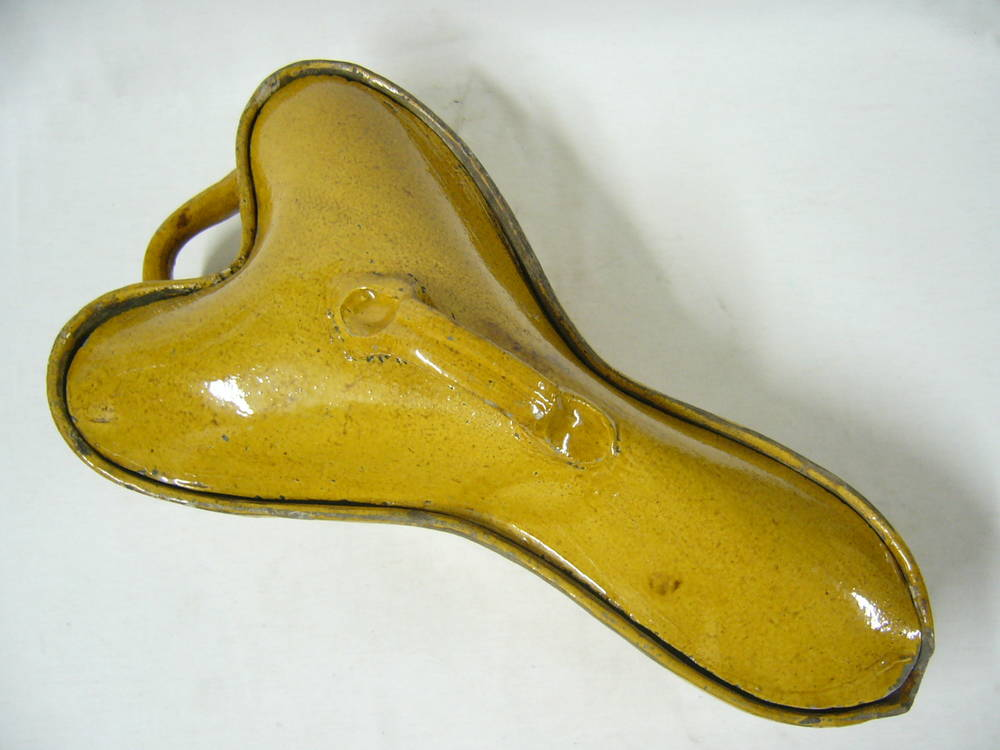
Hasenpfanne, Deutschland um 1810

Die Bezeichnungen falscher Hase bzw. Heuchelhase (heucheln wie vortäuschen) kommen vermutlich von den kupfernen oder irdenen Hasenpfannen und ‑brätern, in welchen Hackbraten in vergangenen Jahrhunderten gebacken wurde. Es war aber auch üblich, von Hand einen Hasen zu „formieren“ oder dem Hackbraten namens „Falscher Hase“ die Form eines Hasenrückens zu geben. Die meisten kupfernen Hasenformen und Hasenbratpfannen dürften den Kriegsmetallsammlungen während des Ersten Weltkrieges zum Opfer gefallen sein. Die Bezeichnung „falscher Hase“ (auch „polnischer Hase“) ist ab Mitte der zweiten Hälfte des 19. Jahrhunderts in Kochbüchern dokumentiert.

## Zubereitung
Zur Zubereitung wird zuerst Hackfleisch (meist gemischt aus Schweine- und Rindfleisch) mit Paniermehl oder eingeweichten Brötchen und Ei sowie Zwiebeln, Salz und Pfeffer zu einer Masse verarbeitet. Weitere Gewürze können je nach Rezept hinzukommen, ergänzende Zutaten wie angebratene Speckwürfel oder traditionell – als Füllung – geschälte, hartgekochte (und ganz belassene) Eier sind üblich. Die Masse wird zu einem Laib geformt und eventuell in Paniermehl gewendet. Je nach Rezept kann der Hackbraten von allen Seiten angebraten werden, zu Ende gegart wird er entweder auf dem Herd oder im Backofen, mit oder ohne Zugabe von Flüssigkeit. Der Bratensatz wird oft mit Wasser oder Brühe gelöst und mit weiteren bindenden Zutaten wie saurer Sahne oder Stärke zu einer Sauce verarbeitet.

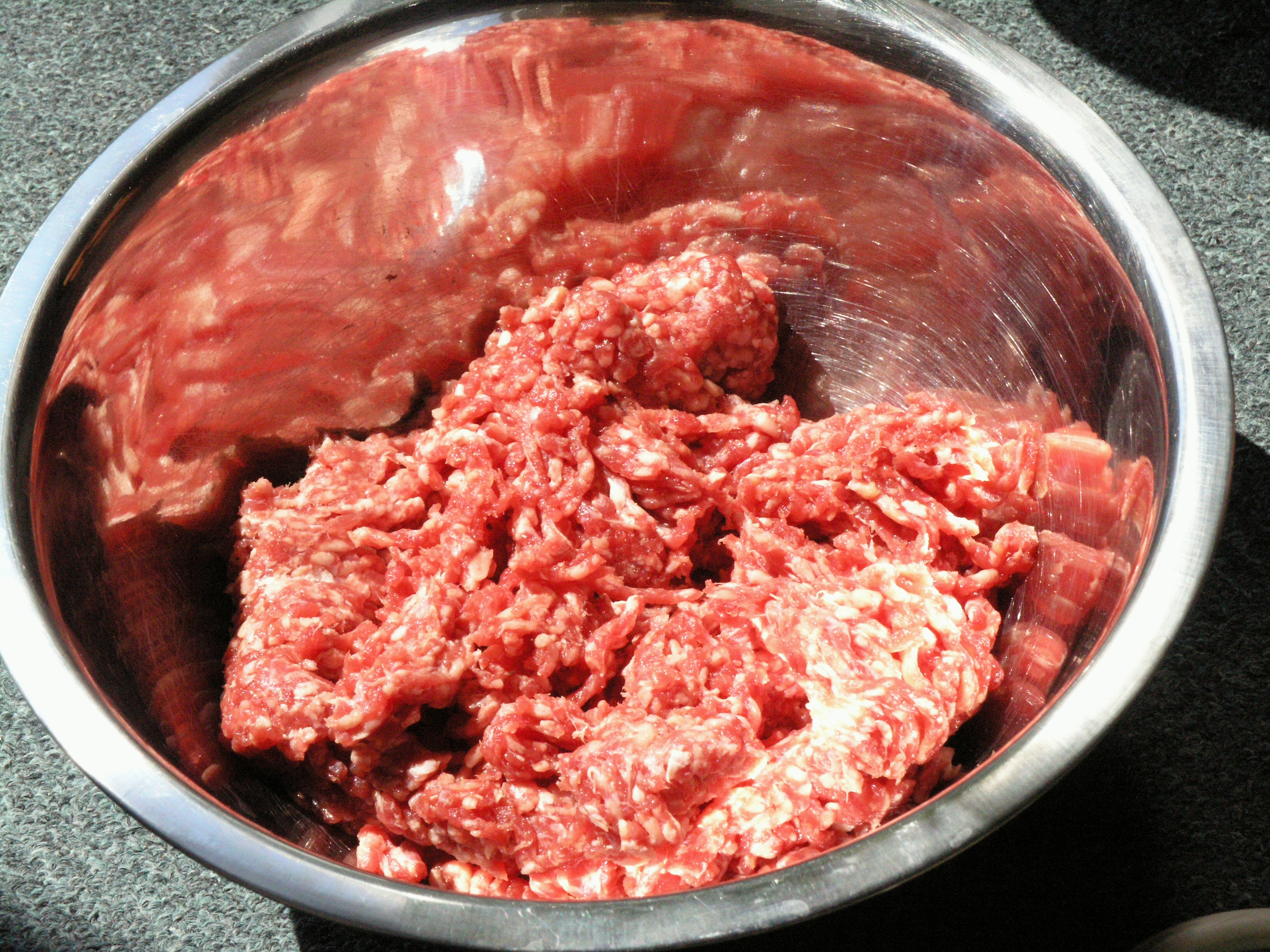
Hackfleisch
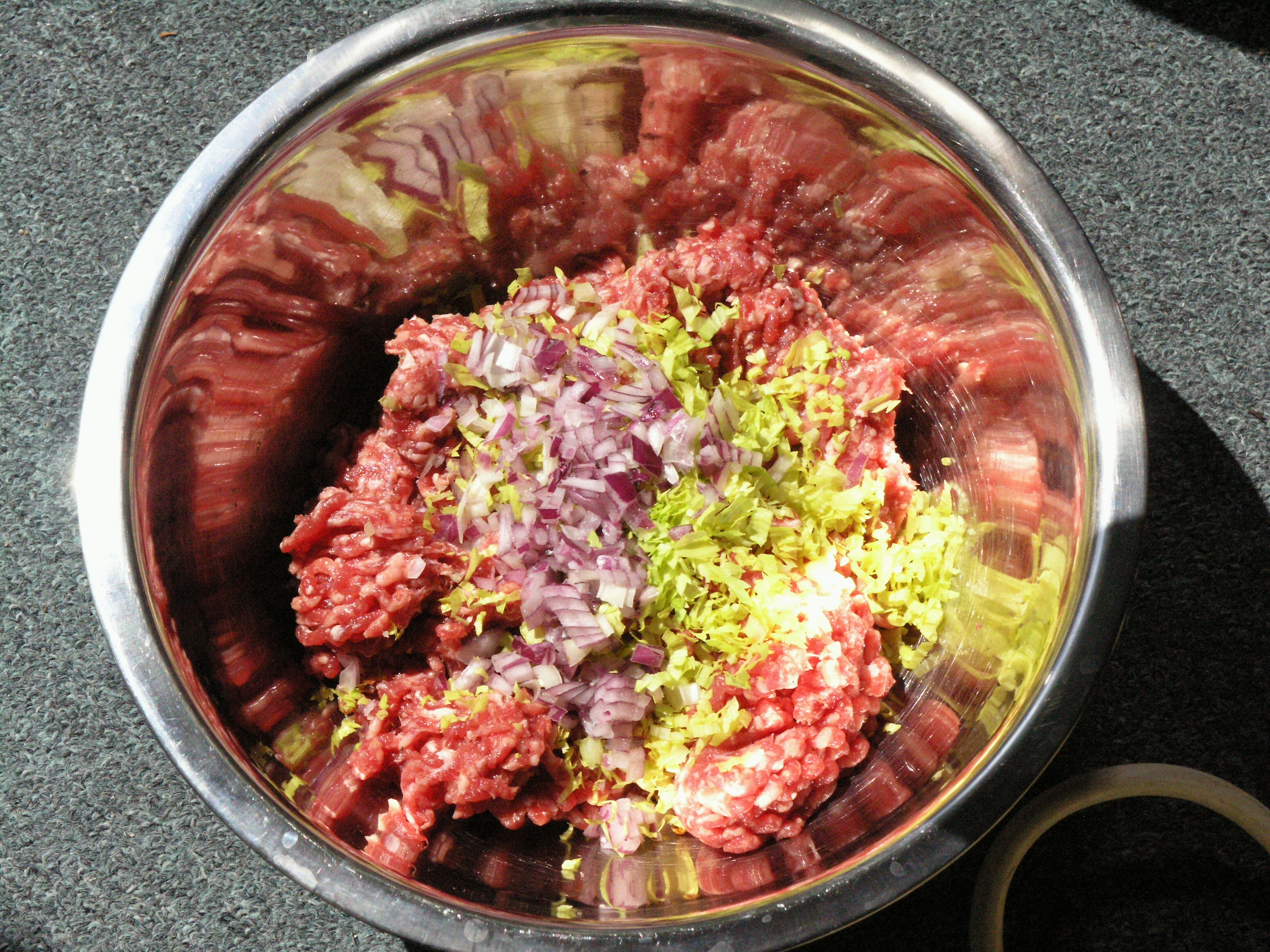
Zwiebeln
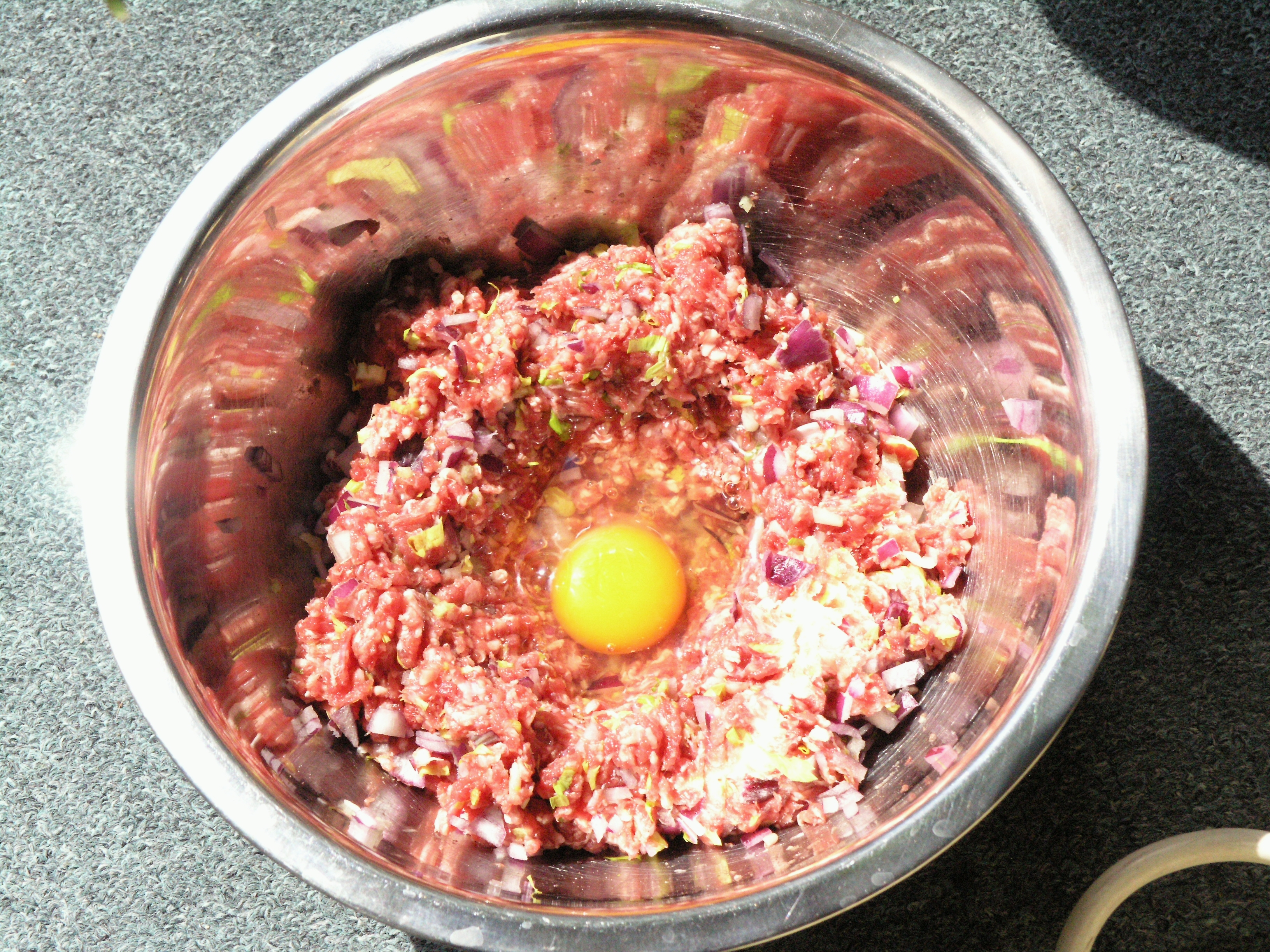
Ei
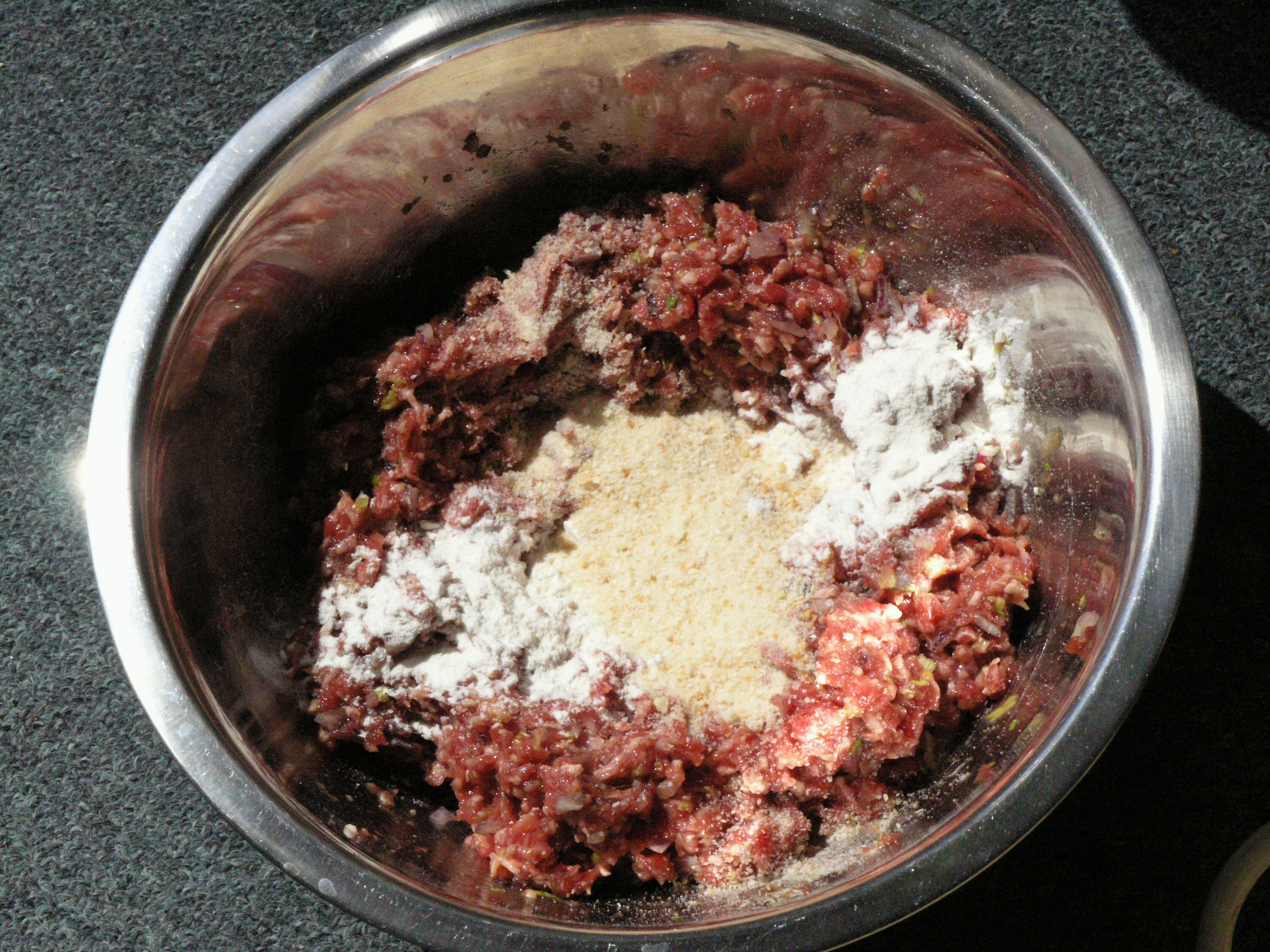
Paniermehl
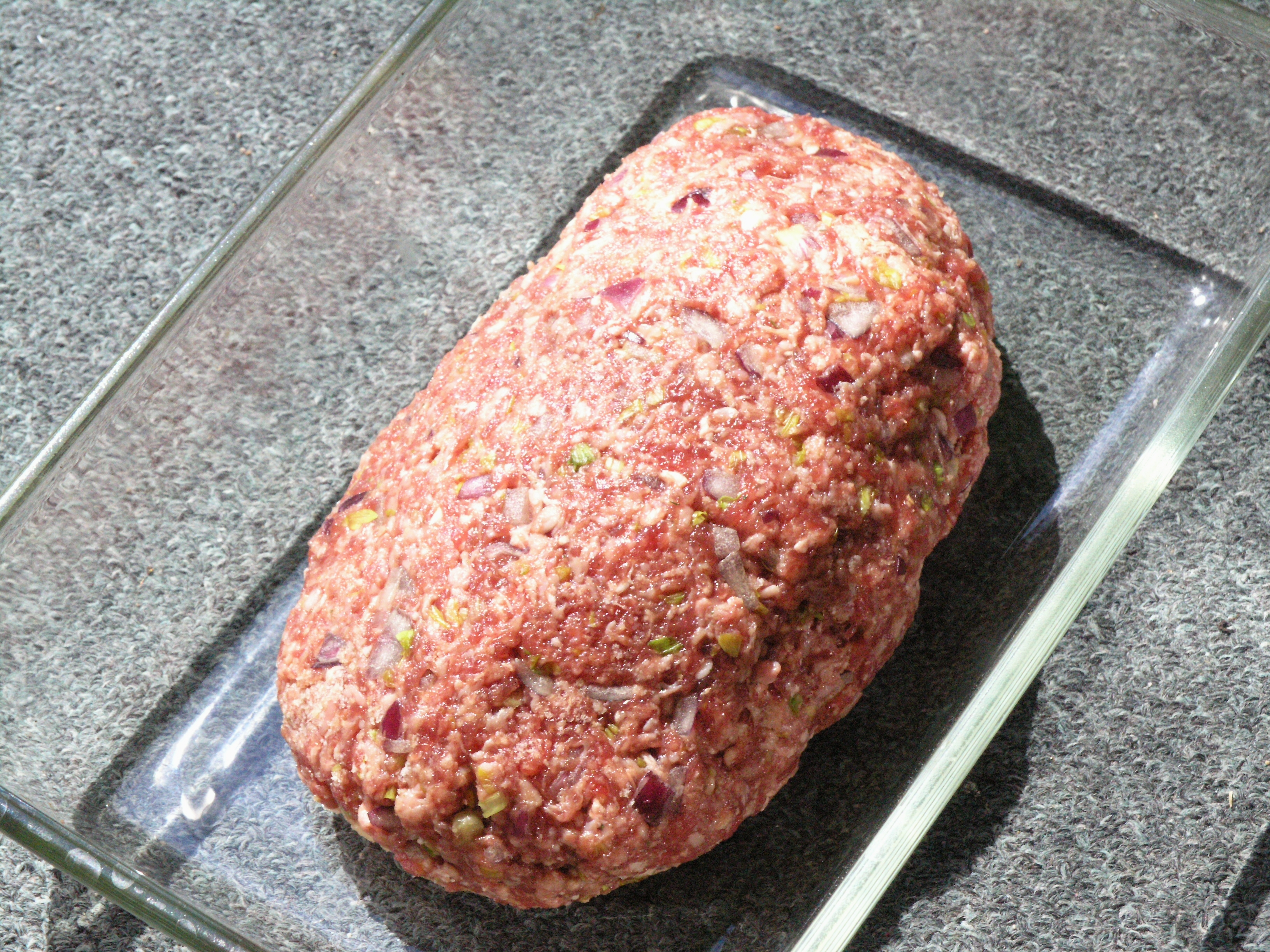
Fertig geformter Laib
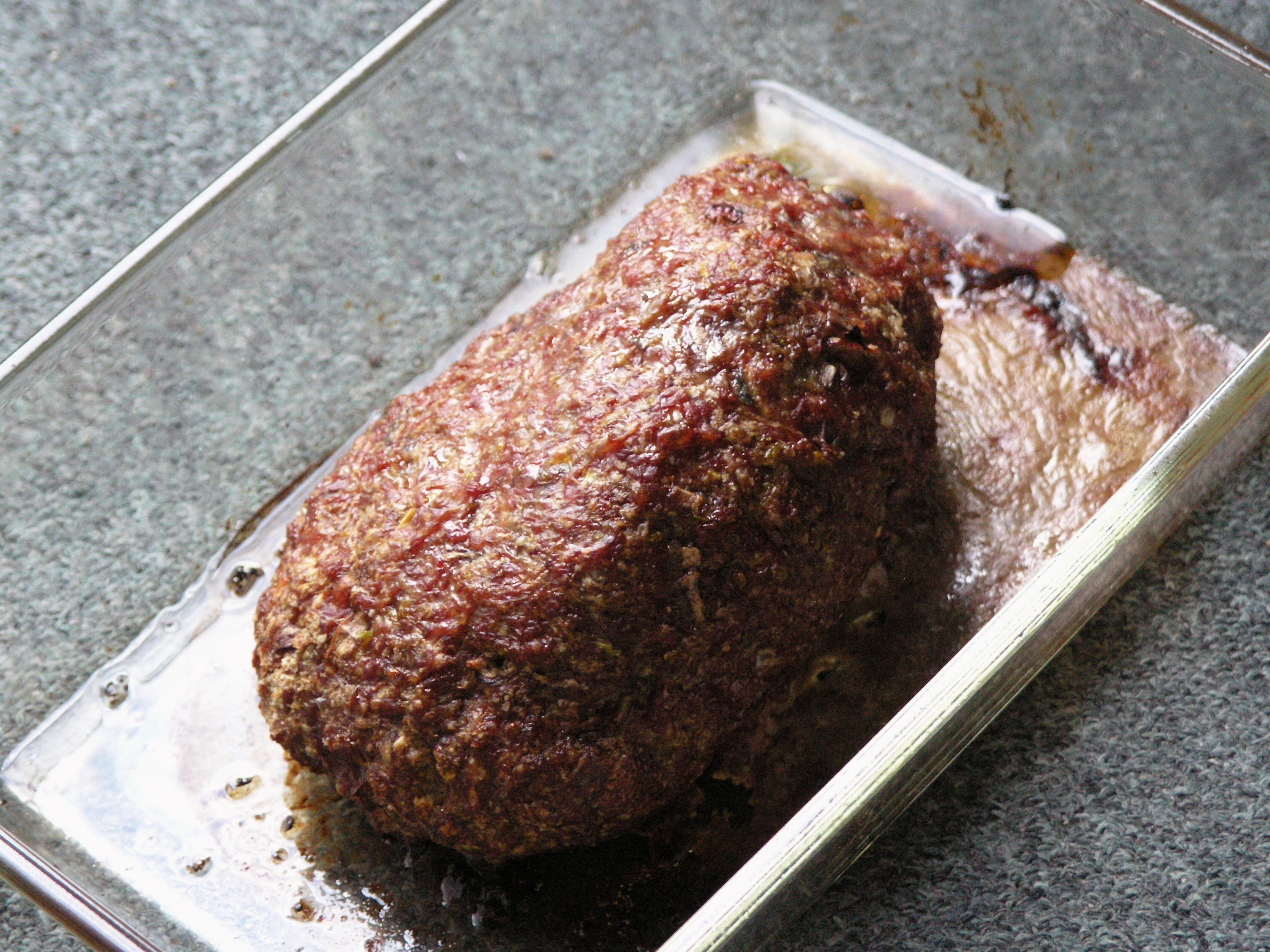
Gegarter Hackbraten
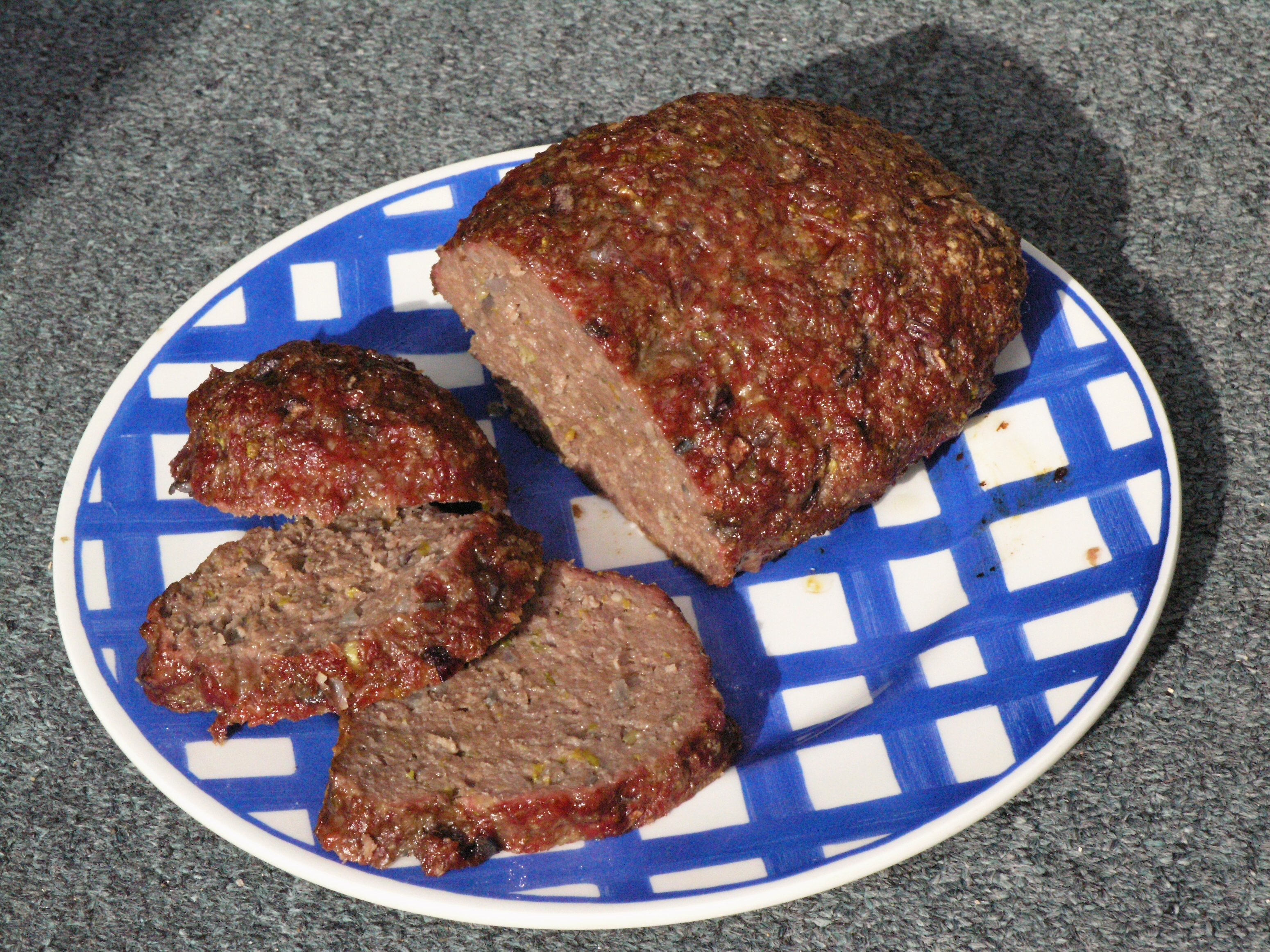
Fertig zum Servieren

Serviert wird Hackbraten in Scheiben mit der Sauce und z. B. Salzkartoffeln und in der Schweiz fast obligaterweise mit Kartoffelstock (Kartoffelpüree) oder Hörnli (Teigwarenart bestehend aus kleinen, gekrümmten Röhrchen). Kalt kann er als Aufschnitt verwendet werden.